# Edificio del Ministerio de Hacienda (Chile)
El Edificio del Ministerio de Hacienda es un inmueble ubicado en el barrio cívico de Santiago, Chile, en la intersección de las calles Teatinos y Moneda, frente a la plaza de la Constitución. Desde 1933 alberga la sede del Ministerio de Hacienda.

## Historia
Luego de la remodelación de la fachada sur del palacio de La Moneda en 1927, los arquitectos Josué Smith Solar y José Smith Miller presentaron un proyecto de centro cívico para Santiago. Dentro de esta propuesta, los mismos arquitectos proyectaron la construcción de un edificio para albergar la sede del Ministerio de Hacienda, que comenzó su edificación en 1929, bajo la administración de Carlos Ibáñez del Campo.
En la construcción del edificio se emplearon nuevas técnicas de edificación en altura, así como también el uso de plantas libres y de hormigón armado. En 1933 el presidente Arturo Alessandri destinó los recursos para la habilitación del edificio, y el traslado de las dependencias de Hacienda desde La Moneda al nuevo inmueble.